# Strzelno

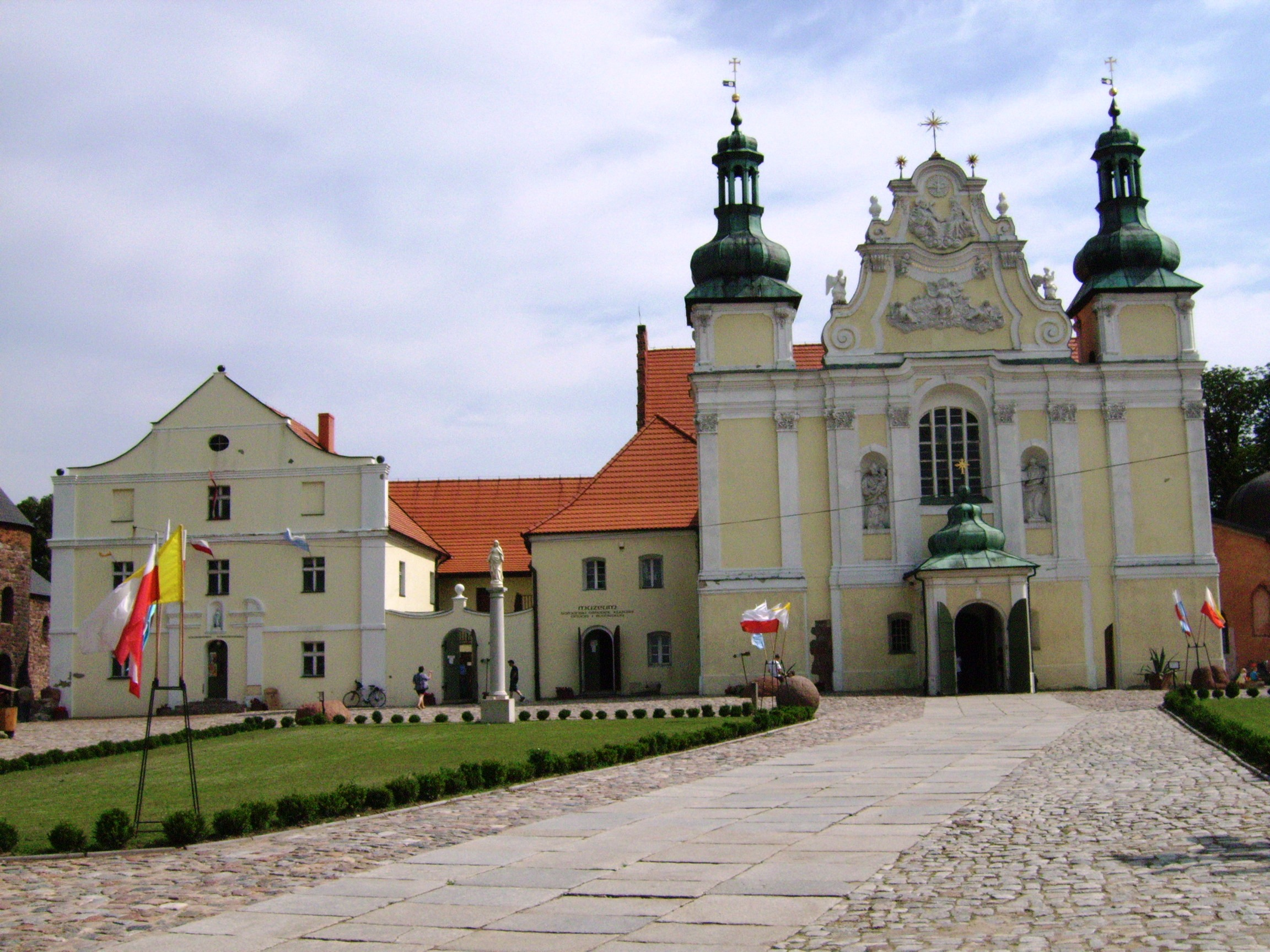
Kerk van de Heilige Drie-eenheid en de Maagd Maria

Strzelno is een stad in het Poolse woiwodschap Koejavië-Pommeren, gelegen in de powiat Mogileński. De oppervlakte bedraagt 4,46 km², het inwonertal 5701 (2017).

## Geschiedenis
De stad is verbonden met de naam van Piotra Włostowica, woiwode onder Bolesław III van Polen. In de jaren 80 van de 12e eeuw. Hij stichtte de Heilige Kruiskerk in het toenmalige dorp. In 1231 kreeg het stadsrechten. Met de Eerste Poolse Deling verviel Strzelno aan Pruisen. In 1832 kreeg Stzrelno aansluiting op het spoorwegnet met een verbinding naar Mogilno.
| Jaar       |                | Land                      |                           | Regio's                                                             |
| ---------- | -------------- | ------------------------- | ------------------------- | ------------------------------------------------------------------- |
| 1887-1919  |                | Koninkrijk Pruisen        | Koninkrijk Pruisen        | Provincie Posen, powiat Strzelneński                                |
| 1919-1932  | Polen          | Tweede Poolse Republiek   | Tweede Poolse Republiek   | Woiwodschap Poznań, powiat Strzelneński                             |
| 1932-1939  | Polen          |                           |                           | Woiwodschap Poznań, powiat Mogileński                               |
| 1939-1945  | nazi-Duitsland | Nazi-Duitsland            | Nazi-Duitsland            | Land Warta, Regio Mogileńska                                        |
| 1939-1945  |                | Poolse ondergrondse staat | Poolse ondergrondse staat | District Poznań, Regio Mogilno                                      |
| 1945-1950  | Polen          | Republiek Polen           | Republiek Polen           | Woiwodschap Poznań, powiat Mogileński                               |
| 1950-1952  | Polen          | Republiek Polen           | Republiek Polen           | Woiwodschap Bydgoski, powiat Mogileński                             |
| 1950-1975  | Polen          | Volksrepubliek Polen      | Volksrepubliek Polen      | Woiwodschap Bydgoskie, powiat Mogileński                            |
| 1975-1989  | Polen          | Volksrepubliek Polen      | Volksrepubliek Polen      | Woiwodschap Bydgoski, rayon Inowrocławski                           |
| 1989-1998  | Polen          | Republiek Polen           | Republiek Polen           | Woiwodschap Bydgoski, rayon Inowrocławski                           |
| vanaf 1999 | Polen          | Republiek Polen           | Republiek Polen           | Woiwodschap Koejavië-Pommeren, powiat Mogileński, gemeente Strzelno |

## Monumenten
- Kerk van de Heilige Drie-eenheid en de Maagd Maria
- Rotundakerk Sint-Procopius

## Verkeer en vervoer
- Station Strzelno ligt aan de voormalige spoorlijn Mogilno-Kruszwica-Inowrocław.

## Sport en recreatie
Door deze plaats loopt de Europese wandelroute E11. De E11 loopt van Den Haag naar het oosten, op dit moment de grens Polen-Litouwen. Ter plaatse komt de route van het westen vanaf Kwieciszewo en vervolgt in oostelijke richting naar Polanowice.

## Geboren
- Albert Michelson (1852-1931), Amerikaanse natuurkundige en Nobelprijswinnaar (1907)